# Antonia Campbell-Hughes
Antonia Campbell-Hughes (Derry, 7 settembre 1982) è un'attrice britannica.

## Biografia
Nata in Irlanda del Nord il 7 settembre 1982 da madre irlandese e padre inglese, è cresciuta negli USA, in Svezia e in Germania. Ha debuttato come attrice nel 2004 e ha preso parte in alcune serie televisive. Al cinema, è nota per il film Albert Nobbs del 2011. Nel 2013 ha interpretato il ruolo di Natascha Kampusch nel film 3096. Ha poi lavorato in Andròn: The Black Labyrinth, insieme ad Alec Baldwin.

## Filmografia

### Cinema
- L'alba dei morti dementi (Shaun of the Dead), regia di Edgar Wright (2004) - non accreditata
- Breakfast on Pluto, regia di Neil Jordan (2005)
- Bright Star, regia di Jane Campion (2009)
- Albert Nobbs, regia di Rodrigo García (2011)
- Storage 24, regia di Johannes Roberts (2012)
- Under the Skin, regia di Jonathan Glazer (2013)
- 3096, regia di Sherry Hormann (2013)
- The Canal, regia di Ivan Kavanagh (2014)
- Mind Gamers, regia di Andrew Goth (2015)
- Andròn: The Black Labyrinth, regia di Francesco Cinquemani (2015)
- Paolo - Apostolo di Cristo (Paul, Apostle of Christ), regia di Andrew Hyatt (2018)
- Gli ultimi fuorilegge (Never Grow Old), regia di Ivan Kavanagh (2019)
- Zona 414 (Zone 414), regia di Andrew Baird (2021)

### Televisione
- Casualty - serie TV, episodio 20x15 (2005)
- Blackbeard, regia di Richard Dale e Tilman Remme - miniserie TV (2006)
- Testimoni silenziosi (Silent Witness) - serie TV, episodi 10x09-10x10 (2006)
- Lead Balloon - serie TV, 26 episodi (2006-2011)
- Coming Up - serie TV, episodio 5x02 (2007)
- The Life and Times of Vivienne Vyle - serie TV, episodi 1x01-1x06 (2007)
- Free Agents - serie TV, episodio 1x02 (2009)
- Spooks - serie TV, episodio 8x03 (2009)
- Material Girl - serie TV, episodio 1x04 (2010)
- Lewis - serie TV, episodio 5x01 (2011)
- Doll & Em - serie TV, episodio 1x06 (2013)
- London Spy, regia di Jakob Verbruggen – miniserie TV, puntata 4 (2015)
- Le relazioni pericolose (Dangerous Liaisons) – serie TV, 3 episodi (2022)

### Cortometraggi
- Silent Things, regia di Rob Brown (2010)
- Hello Carter, regia di Anthony Wilcox (2011)
- Submission, regia di Martina Amati (2011)
- Father, regia di Moria Buffin (2013)
- Bellwether, regia di Caroline Campbell (2017)